# Conus nipponicus
Conus nipponicus é uma espécie de gastrópode do gênero Conus, pertencente a família Conidae.